# Delphacodes fuscoirrorata
Delphacodes fuscoirrorata är en insektsart som först beskrevs av Maximilian Spinola 1852.  Delphacodes fuscoirrorata ingår i släktet Delphacodes och familjen sporrstritar. Inga underarter finns listade i Catalogue of Life.